# Sunlight's Last Raid
Sunlight's Last Raid è un film muto del 1917 diretto da William Wolbert.

## Produzione
Il film fu prodotto dalla Vitagraph Company of America (come A Blue Ribbon Feature) con il titolo di lavorazione The Bandit's Double.

## Distribuzione
Distribuito dalla Greater Vitagraph (V-L-S-E), il film - presentato da Albert E. Smith - uscì nelle sale cinematografiche statunitensi il 24 settembre 1917.